# Everyone (film)
Pour plus de détails, voir Fiche technique et Distribution.
Everyone est un film canadien (tourné à Vancouver) sorti en 2004, écrit et réalisé par Bill Marchant.

## Synopsis
Ryan (Matt Fentiman) et Grant (Mark Hildreth (en)), un couple gay, se préparent à célébrer leur union. Ils ont invité leur famille et un jeune SDF, Dylan, et cet événement remue beaucoup les différents couples.

## Fiche technique
- Titre : Everyone
- Réalisation : Bill Marchant
- Scénario : Bill Marchant
- Musique : Mary Ancheta
- Photographie : Jane Weitzel
- Montage : Tony Dean Smith
- Production : Christine Lawrance, Bill Marchant et Stephen Park
- Société de production : Everyone Productions et TLA Releasing
- Pays :  Canada
- Genre : Comédie dramatique et romance
- Durée : 90 minutes
- Date de sortie : 
  - Canada : 2004

## Distribution
- Matt Fentiman : Ryan
- Mark Hildreth : Grant
- Brendan Fletcher : Dylan
- Katherine Billings : Rebecca
- Michael Chase : Gale
- Suzanne Hepburn : Trish
- Bill Marchant : Shepard
- Cara McDowell : Rachel
- Andrew Moxham : Kalvin
- Stephen Park : Luke
- Carly Pope : Rena
- Tom Scholte : Roger
- Nancy Sivak : Madeline
- Debra Thorne : Betty
- Anna Williams : Jenny

## Récompenses
- 2004 : Golden Zenith prize pour le meilleur film du Canada au Festival des films du monde de Montréal
- 2005 : Nommé aux meilleurs premiers rôles masculins, Matt Fentiman et Mark Hildreth, aux Leo Awards
- 2005 : Nommé au meilleur second rôle masculin pour Brendan Fletcher